# Seznam socioloških vsebin
Seznam socioloških vsebin zajema vse članke, ki se nanašajo na sociolgijo in sociološko terminologijo oz. obravnavajo pomembne sociološke pojme. Osnovni namen seznama je nadzorovanje sprememb.

## A
absolutizem - absolutna revščina - abortus - adaptacija - adhokracija - adolescenca - Afriška unija - Afrika - agnosticizem - agenti socializacije - agrarizacija - agrarna družba - ahimsa - akomodacija - aktivizem - akulturacija - alienacija - amerikanizacija - ameriška revolucija - ameriški način življenja (American way of life) - alkoholizem - altruizem - akumulacija - akumulacija kapitala - amoralizem - anarhizem - anarhosindikalizem - anglosaško pravo (common law) - animizem - anketa - Anneé sociologique - anomija - anoreksija - Anti-Dühring - antika - antiklerikalizem - antipsihiatrija - antisemitizem - antiteizem - antropocentrizem - antropologija - aparthajd (apartheid) - apatija - arheologija - aristokracija - aritmetična sredina - arhetip - armada rezervne delovne sile - asimilacija - asabiyya (ibn Haldun) - ateizem - avstromarksizem - avtarkija - avtokracija - avtomatizacija - avtonomija - avtonomija univerze - avtoritarna država - avtoritarna osebnost - avtoritiarna vzgoja - avtoriteta - azijska družba

## B
barbarstvo - baza in nadgradnja - BDP - behaviorizem - beli obratniki - berači - bifurkacija delovne sile - biološki spol - biopolitika - biotehnologija - birokracija - bistvene lastnosti - blagovna produkcija - blagovni odnosi - blog - bogastvo - boj za obstanek - bolezen - boljševizem - bolnišnica - bonton - brahman - brezdomstvo - brezposelnost - budizem - bulimija - buržoazija

## C
case studies - caudillisimo - ceh - center (Wallerstein) - centralizem - Cerkev - civilizacija - civilna družba - civilna religioznost - civitas dei - Coca-Cola

## Č
čas - četrti svet - čikaška šola (Chicago school) - človek - človekoljublje - človekove pravice - človeška narava - človeški kapital - črna gradnja - čustvena inteligenca

## D
daliti - daoizem - darilo - darvinizem - Dasein - davčna oaza - deagrarizacija - definicija - deflacija - degradacija - dehumanizacija - deifikacija - deindustrializacija - deizem - dejavnik socializacije - dekadenca - dekolonializacija - dekonstrukcija - delavska avantgarda - delavski razred - delfi metoda - delikvenca - delitev dela - delitev dela v družini - delitev oblasti - delo - delo (sociologija) - delovni proces - dekonstrukcija - dekvalifikacija profesij - demitologizacija - demografija - demokracija - demokratura - denar - denominacija - depersonalizacija - depopulacija - klinična depresija - depresija (ekonomija) - depriviacija - despotizem - determinizem - deviantnost - dharma - diahronija - dialektični materializem - dialektika - diamat - diaspora - dieta - difuzija (antropologija) - dihotomija - diktatura - diktatura proletariata - disciplina - disfunkcija (sociologija) - diskriminacija - diskurz oblasti - Disneyand - distribucija dobrin - distributivna pravičnost - divjaštvo - divji otroci - dobrodelnost - dogma - dogmatika - dogmatizem - dolžnost - domače delo - domestifikacija - dominacija - dominantna kultura - domorodno ljudstvo - dostojanstvo - drugi svet - družba - družba tveganja - družbena dejstva - družbena elita - družbena etiketa - družbena integracija - družbena kontrola - družbena mobilnost - družbena moč - družbena nadstavba - družbena neenakost - družbena norma - družbena pogodba - družbena realnost - družbena revolucija - družbena skupina - družbena slojevitost - družbena solidarnost - družbena struktura - družbena vloga - družbena vrednota - družbene funkcije religije - družbeni cilj - družbeni fenomen - družbeni interes - družbeni nadzor - družbeni odnos - družbeni problem - družbeni prostor - družbeni spol - družbeni status - družbeno dno - družbeno nasilje - družbeno ravnotežje (socialni ekvilibrij) - družina - družina orientacije - družina prokreacije - država - Država (Platon) - država blaginje - državni terorizem - državni udar (coup d'état) - državljanska nepokorščina - državljanstvo - duhovne vede - duševna bolezen - duševnost - džainizem - džihad

## E
e-družba - ecclesia - egalitarizem - ego - egocentrizem - egoizem - eidetska faza (Sorokin) - eklekticizem - ekologija - ekološka etika - ekonomija - ekonomska baza - eksistencializem - eksogamija - eksperiment - eksploatacija - ekuminizem - elaborirani kod (Bernstein) - elitna kultura - emancipacija žensk - empatija - empirizem - emsko in etsko - enakost - endogamija - enodimenzionalna družba - enostarševska družina - enoumje - epistemologija - epoché - etična religija - etični kodeks - etika - etimologija - etnična distanca - etnična manjšina - etnična segregacija - etnična stratifikacija - etnična večina - etnija - etnocentrizem - etnocid - etnografija - etnologija - etnometodologija - etnonacionalizem - evalvacija - evangeličani - evgenika - evolucionizem - Evropa - Evropska unija - evtanazija

## F
fabianizem - Fakulteta za humanistične študije v Kopru - falsifikacija - fanatizem - fascinans et tremendum - fašizem - fatva - favela - faze raziskovalnega dela - federalizem - feminizem - fenomenologija - fenotip - fetišizem - fevdalizem - filozofija - flaneur - fleksibilni trg dela - fordizem - formalne sankcije - formalni družbeni nadzor - Francoska revolucija - frankofonija - Frankfurtska šola - frustracija - fundamentalizem - funkcionalizem - futurizem

## G
Gaia - gandizem - Geisteswissenschaften, die - Gemeninschaft, die - generacija - generacija X - genetika - genska manipulacija - genska selekcija - genocid - genotip - geografija - geografski determinizem - Gershamov zakon - Gesellschaft, die - gestalt psihologija - geto - gilda - glasnost (Sovjetska zveza) - globalizacija - globalna družba - globalno segrevanje - gospodar in hlapec - gospodarska kriza - gospodarska rast - gospodinjstvo - govor - govorica - govorica telesa - govorni kod - govorno dejanje - grafiti (subkultura) - greh - grešni kozel - gverila

## H
habitus - hacienda - Hare Krišna - hasdizem - haute bourgeoisie - hegemonija - heglijanstvo - heglovska desnica - heglovska levica - hendikep - herezija - hermenevrika - hermenevtična metoda - heteronomija - heteroseksualnost - hevristika - hierarhija - hinduizem - hiperaktivnost - hiperinflacija - hiperrealnost - hipi - hipoteza - historizem - historični materializem - hitra prehrana - holizem - holokavst - homo faber - homo ludens - homo sapiens - homofobija - homoseksualnost - hortikultura - huliganstvo - humanizem

## I
iatrogenija - idelani tipi - id (Freud) - idealizem - idealni tip - ideja - identifikacija - identiteta - identiteta jaza - ideologija - ideološki aparat države (Alth.) - idiografsko - idol - igralništvo - igranje vlog (psihologija) - imitacija - imperializem - imperij - imperij (Negri) - incest - indeks življenjske ravni - individualizem - individualna svoboda - individualna zavest - individuum - indukcija - industrija - industrija revščine - industrijska družba - Industrijska revolucija - infanticid - inflacija - informacijska revolucija - informacijska tehnologija - infrastruktura - inkulturacija - inovatorstvo - institucija - institucionalizacija - instrumentalna usmerjenost (delo) - integracija - intelektualec - intelektualno delo - inteligenca - inteligenčni kvocient - inteligenčni test - interakcija - interakcionizem - interesna skupina - interkulturalizem - internacionalizem - internalizacija - internet - interni kolonializem - interpelacija - interpretacija - interpretativna sociologija - intersubjektivnost - interviju - intimnost - invalidnost - involucija - islam - istospolna družina - istospolno partnerstvo - izobrazba - izobraževanje - izolacionizem - izum - izvršna oblast

## J
javna hiša - javni interes - javno - javno delo - javno dobro - javno mnenje - javno šolstvo - javnost - jaz - jedrna družina - jezik (sredstvo sporazumevanja) - jezikovni sistem - jezuiti - Jim Crow - judovstvo - Judje

## K
kakovost življenja v Sloveniji - kalvinizem - kanibalizem - kapital - kapitalistična družba - kapitalizem - kargo kult - kariera - karizma - karizmatična oblast - karma - karneval - kartezijanska paradigma - kasta - kastracija - kategorija (filozofija) - kaznovanje - kiberkriminal (cyber crime) - kiberkultura - kibernetizacija - kibernetski prostor (cyberspace) - kibuc - kjotski protokol - klan - klika - kloniranje - ključni status - kognitivna disonanca - koiné - kolektivizacija - kolektivizem - kolektivna zavest - koline - kolonializem - komuna - komunikacija - Komunistični manifest - komunizem - komunitarizem - koncentracijsko taborišče - koncern - konfederalizem - konflikt - konfliktna teorija - konformizem - konfucijanstvo - konjunktura - konkurenca - konkurenčni boj - kompenzator (Mx) - konsenz - konstitucija lastnine - konstitucionalizem - konstrukt - kontinuiteta - kontrakultura - kontrarevolucija - konurbacija (somestja) - konvencija - konvencionalizem - konzervatizem - kooperacija - korelacija - korporacija - korupcija - kozmopolitanizem - kriminaliteta - kriminal - kriminal belih ovratnikov - kriminologija - kritična teorija - kriza srednjih let - kroženje elit - krščanstvo - ksenofobija - Ku Klux Klan - kula obesek - kult - kult osebnosti - kultura - kultura odvisnosti - kultura revščine - kulturna antropologija - kulturna bariera - kulturna dediščina - kulturna depriviacija - kulturna identiteta - kulturna industrija - kulturna izguba - kulturna reprodukcija - kulturna revolucija (Mao)- kulturna univerzalija - kulturni kapital - kulturni materializem - kulturni pluralizem - kulturni relativizem - kulturni šok - kulturno obnašanje - kurikulum (šola) - kvalitativni podatki - kvaliteta življenja - kvantitativni podatki - kvotni vzorec

## L
laissez-faire - lakota - lamaizem - lastniki - lastnina - latifundija - lažna zavest - lažne potrebe (Marcuse) - legalizem - legalno - legitimacijska kriza - legitimno - levi in lisice (Pareto) - levitan - LGBT - li - liberalizem - liberalna demokracija (politologija) - libertalizem - Likertova skala - lišenkoizem - lingvistika - literatura - literarna teorija - ljudska religija - ljudstvo - lobiranje - logokracija - London - longitudinalna študija - lovska družba - lumpenproletariat

## M
mačizem - mafija - magija - makiavelizem - makrosociologija - mala buržoazija - mamilo - manipulacija - manjvrednostni kompleks - maoizem - Marčna revolucija - marksizem - masovna produkcija - materialna kultura - materialni proizvodi - materializem - maternalna depriviacija - matriarhat - matrilinearnost - McDonald's - mcdonaldizacija (G. Ritzer) - mediana - medij - medikalizacija - meditacija - Mednarodne organizacije za delo - mednarodni dolg - megalopolis - mehanična solidarnost - menedžerska revolucija - menedžment - menjalna vrednost - meritokracija - merkantilizem - mesto - meščanska kultura - meščanstvo - metafora - Metelkova - Methodenstreit, der - metode sociološkega raziskovanja - metodični ateizem - metodologija - metodološki pluralizem - metonimija - metropolizacija - metroseksualnost - mezda - migracije - mikrosociologija - mileniarizem - militarizem - mir - mirovno gibanje - misijonarstvo - mit - mitologija - mladina - mladinska subkultura - množična kultura - množični mediji - moč (sociologija) - moda - moderna družba - modernizacija - modernizem - modri ovratniki - modrost - modus (statistika) - mohizem - monetarizem - monogamija - monokultura - monopol - monoteizem - Monsanto - molitev - morala - moralna norma - moralni čut - moralni partikularizem - moralni razvoj - moralni relativizem - moralni skepticizem - moralno delovanje - moralno nazadovanje - mortaliteta - moškost - multikulturalizem - multinacionalka - multituda

## N
nabiralništvo - nacija - nacionalizem - nacionalna država - nacizem - načela znanstvenega spoznanja - nadjaz - nadnaravno - najstništvo - naključni vzorec - napredek - narava - Narcis - narcisizem - naravna selekcija - naravno stanje - naravoslovje - narcis - narod - narodna zavest - Nashov ekvilibrij - nasilje v družini - nasprotje (logika) - nataliteta - natančnost - natura versus nurtura - naturalizem (umetnost) - navada - navidezna povezava - neformalne sankcije - neformalni družbeni nadzor - neformalno delo (neplačano delo) - Négritude - nelastniki - nenasilje - neodvisna spremenljivka - neodvisnost - neokolonializem - neoliberalizem - neomarksizem - neostrukturalizem - nerazviti jug - nerazvitost - nevroza - nevtralnost - News Corporation - nihilizem - nomadi - nomenklatura - nomokracija - nómos - norma - normalnost - norost - Nova doba (New age) - Nova revija 57 - novi vek - novičarske skupine - novinarska etika - novoheglovstvo - numinozno

## O
obdavčitev - običaj - objektivizem - objektivnost - oblast - obramboslovje - obrambni mehanizem - obredi prehoda - odčaranje sveta (Weber) - odgovornost - odklonskost - odkritje - odprava zasebne lastnine - odprta družba - odraslost - odsotni oče (absent father) - odtujenost - odvisna spremenljivka - odvisnost od drog - oglaševanje - Ojdipov kompleks - oligarhija - opazovanje brez udeležbe - opazovanje z udeležbo - opozicija - opozicionalnost - oralna faza - organicizem - organizacija - organizirani kriminal - organska solidarnost - oseba - osebni prostor - osebnost - osmišljanje - osnovne življenjske potrebe - otrokove pravice - otroško delo - otroštvo - R. Otto - OZN - Overtonovo okno - označenec - označevalec

## P
pacifizem - panafrikanizem - panoptikum - paradigma - parija - partiinost - parvenij - paternalizem - patriarhat - patrilinearnost - peneologija - performativ - perestrojka - periferija (Wallerstein) - permanentna revolucija - permisivna vzgoja - permisivnost - pilotna študija - pismenost - Platon - play it cool - pleme - ples - Ples duhov - plodnost - pluralni elitizem - poblagovljenje - podeželje - podrazred - podzaposlitev (U. Beck) - podzavest - poganstvo - pogojevanje - pogojni refleks - poklic - pokrajina - polarizacija razredov - poliandrija - policija - policijsko nasilje - poligamija - polignija - polis - politična antropologija - politična desnica - politična ekonomija - politična kultura - politična levica - politična mobilizacija - politična sredina - politična stranka - politična udeležba - politični azil - politični konsenz - politični realizem - politično neodločanje - politika - politeizem - politologija - poljedelci - polna zaposlitev - popis prebivalstva - populacija - popularna kultura - populizem - pornografija - poroka - posilstvo - poslovna etika - postfeminizem - postfordizem - postimperializem - postindustrijska družba - postkolonializem - postmodernizem - postsocializem - poststrukturalizem - potlač - potrošniška družba - potrošništvo - pozitivna diskriminacija - pozitivni stadij - pozitivizem - pragmatizem - pranje možganov - pravica do mesta - pravice živali - pravičnost - pravila opustitve - pravna država - pravo - prazgodovina - praznoverje - predmestje - predsodek - prehrana - prepričanje - preprosta družba - presežna vrednost - preverljivost - pridobljeni družbeni status - prijateljstvo - primarna odklonskost - primarna socializacija - primerjalna zgodovina - primitivna družba - primogenitura - pripisani družbeni status - privatizacija religije - profesija - profit - proizvajalna sredstva - Projekt človeški genom - proletariat - proletatizacija - proletarska revolucija - prosti čas - prostitucija - prostorska skupnost - protestantizem - protestantska etika - protislovje - prvi svet - psihoanaliza - psihologija - puritanizem

## R
racionalizem - racionalno-legalna oblast - radikalizem - rasa - rasizem - rasne teorije - rastafarijanstvo - ravnanje s človeškimi viri - razčlovečenje - razlaga - razlastitev - razredna zavest - razredni boj - razsvetljenstvo - razširjena družina - razšolanje (deschooling) - razviti sever - razvoj otroka - Rechtsstaadt, der - red in napredek - redistribucija - redukcionizem - reforma - reformacija - reformizem - regija - reifikacija - relativizem - relativna revščina - religija - religiozni plurarizem - religiozno izkustvo - renesansa - represivni aparat države (Alth.) - reprezentativnost vzorca - reprodukcija družbe - resocializacija - restriktivni kod (Bernstein) - retributivna pravičnost - retour a la nature - revizionizem - revolucija - revščina - rimokatolištvo - ritual - ritualizem - romanje - romantična ljubezen - roza ekonomija (LGTB) - ruralno okolje - rutinizacija

## S
sadizem - Saint-Simon - samoaktualizacija - samohranilstvo - samomor - samorekrutacija elite - samozaposlitev - sankcija - Sapir-Whorfova hipoteza - scientizem - segregacija (sociologija) - seksizem - sekta - sekularizacija - sekundarna odklonskost - sekundarna socializacija - semantika - semiotika - shizofrenija - signalizacija - signifikacija - simbol - simulaker - sindikat - sindikalizem - sindikat - sinhronija - sinkretizem - sionizem - sistematičnost - situacionistična internacionala - siva ekonomija - skejterji - skriti kurikulum (šola) - skupinska identiteta - skupinska terapija - Skupnost narodov (Commonwealth of Nations) - slavofilizem - Slovenci - Slovenija - Slovensko sociološko društvo - slum - smrt - smrtna kazen - socialna filozofija - socializacija - socializacija odraslih - socializem - socialna antropologija - socialna demokracija (politologija) - socialna država - socialna filozofija - socialna politika - socialna psihologija - socialna stratifikacija - socialna varnost - socialni darvinizem - socialni kapital - socialni servisi - socialno delo - socialno skrbstvo - societas - sociobiologija - sociolingvistika - sociologija - sociologija dela - sociologija družine - sociologija glasbe - sociologija kulture - socologija na maturi - sociologija prava - sociologija religije - sociologija spola - sociologija športa - socologija umetnosti - sociologija vzgoje in izobraževanja - sociologija zdravja in medicine - sociološka imaginacija - sociološka metoda spraševanja - sociološka teorija - sodna oblast - sorodstvo - sovražni govor (hate speach) - solidarnost - speech act - splav - splošnost - spolna diskriminacija - spolna identiteta - spolna vloga - spolna zloraba - spletna skupnost - spletni forum - spolna delitev dela - spremenljivka - SPSS - srednja vrednost - srednji razred (sociologija) - srednji vek - srenja - stagflacija - stalinizem - standardni odklon - stanovska družba - staranje - stari režim (ancien régime) - stari vek - statusna skupina (Weber) - statusni simbol - statusno neskladje (statusna inkonsistenca) - stavka - stereotip - stigmatiziranost - stratum - stres - strpnost - strukturalizem - strukturiran vzorec - strukturna brezposelnost - strukturna napetost - subjekt - subjektivna revščina - subkultura - sublimacija - suburbanizacija - sui generis - suveren - suverenost - sužnjelastništvo - suženjstvo - sveto (religija) - Svetovna banka - svetovni duh - svetovni proces - svoboda - svoboda govora - svobodna trgovina - svobodomiselnost

## Š
šamanizem - šaria - šiizem - šinto - šola - šport - Študentsko politološko društvo Polituss - Študentsko sociološko društvo Modri jezdec - študija primerov (case studies) - švicfabrika (sweatshop)

## T
tabu - tabula rasa - tajlorizem - talibani - tečerizem (M. Thatcher) - tehnostruktura - teizem - tekmovanje - tekoči trak - televizija - teokracija - teorija - teorija elit - teorija odklonske subkulture - teorija označevanja (teorija etiketiranja) - teorija razbitih oken (odklonskost) - teorija situacijske prisile (revščina) - teorija subkulture revščine - teorija začaranega kroga (revščina) - teorija zarote - terciarna socializacija - terensko delo - terorizem - tipologija - tlačani - tolpa - totalna organizacija - totalitarizem - totemizem - tradicionalizem - tradicionalna družba - tradicionalna oblast - transseksualec - transvest - tranzicija - Tretja pot - tretji svet - tretji val (A.Toffler) - trg dela - trgatev - tribalizem - trockizem

## U
ubežništvo - učenec - učitelj - ugled - umetna inteligenca - umetni jezik - umetnost - umiranje - UNESCO - upor - uporabna etika - uporništvo - uradni kurikulum (šola) - urbanizacija - urbanizem - utilitarizem - utopični socializem - utopija - užitek

## V
variabla - varianca - vas - vednost - vegetarjanstvo - veljavnost - verovanje - verska pripoved - verski eklekticizem - verski fundamentalizem - verski laik - verski obred - verski sinkretizem - versko doživetje - viktimizacija - višji razred - vladajoči razred - vloga bolnika - vojna - vojna proti revščini - volilna pravica - volilni program - volilna udeležba - volilna zvestoba - volitve - vrednota - vrednotni konsenz - vsakdanjik - vsakdanji jezik - vseživljenjsko učenje - vudu - vzgoja - vzročnost - vzrok vzorci vedenja - vzorčenje - vzorec - vzorec snežne kepe

## W
Wikipedija (sociološka analiza) - WWW

## Y
you-wu (daoizem)

## Z
zakon - zakon vzročnosti - zakonodajna oblast - zakonska ločitev - zakonska zveza - zaljubljenost - zamenjava paradigme - zanesljivost - zapornikova dilema - zaposlitev - zasebna lastnina - zasebno šolstvo - zasebnost - zasvojenost - zaupanje - zdravi razum - zdravje - zdravniška etika - zdravorazumsko spoznanje - zelena revolucija - zeleni (ekološko gibanje) - zen budizem - zgodovina - zgodovina Kitajske - zlata doba - zločin - zloraba - znak - znanje - znanost - znanstvena metoda - znanstvena paradigma - znanstveni zakon - znanstveno odkritje - zoon politikon - zrcalni stadij - zulm (ibn Haldun)

## Ž
železni zakon oligarhije - želja - ženske študije - ženskost - življenje - življenjska košarica - življenjska raven - življenjski nazor - življenjski slog - žrtvovanje